# Ivan Jerič
Ivan Jerič, slovenski duhovnik, politik, urednik in Maistrov Borec, *4. junij 1891, Dokležovje; † 21. december 1975, Slovenj Gradec

## Življenje
Ivan Jerič je bil rojen v družini devetih otrok v Dokležovju očetu Mihaelu in materi Mari (roj. Zver). Po končani meščanski šoli v Lendavi se je vpisal na gimnazijo, ki pa jo je končal v Ljubljani šele leta 1920. Njegovo šolanje je prekinjalo pomanjkanje sredstev, nato pa še služenje vojaščine in prva svetovna vojna. Kot vojak je 1914 doživel atentat na prestolonaslenika v Sarajevu. Bil je telegrafist v enotah A-O vojske v Bosni in Hercegovini in na soški fronti. V letih 1918 in 1919 je aktivno sodeloval v slovenskem narodnem gibanju za priključitev Prekmurja h kraljevini SHS. Bil je član enote legionarjev, ki je bila na pobudo generala Rudolfa Maistra ustanovljena v Ljutomeru. Študij teologije je končal v Mariboru in bil posvečen v duhovnika leta 1924. 
Kot kaplan je služboval v več župnijah, dokler ni bil leta 1931 imenovan za župnika v Lendavi. Vmes je med 1926 in 1927 urejal prekmurski tednik Novine in bil državni poslanec Slovenske ljudske stranke med 1927 in 1929. Med leti 1935 in 1953 je kot župnik deloval v Turnišču, nato pa je kot upokojenec opravljal naloge župnika ali župnijskega pomočnika v Murski Soboti in po 1965 v Bakovcih. V času madžarske zasedbe Prekmurja je ostal dosledno na slovenski strani, čeprav je opravljal naloge apostolskega administratorja in nato generalnega vikarja sombotelske škofije v Prekmurju. Zaradi očitanega mu sodelovanja z »reakcionarji«, katerih snubljenje je sicer ves čas zavračal, je leta med 1946 in 1950 preživel v zaporu. Oktobra 1946 je bil obsojen na procesu pred vojaškim sodiščem na štiri leta odvzema prostosti s prisilnim delom. Po štirih letih pa se je vrnil v Turnišče in se leta 1953 upokojil. S strani mariborskega škofa je bil leta 1961 imenovan za častnega kanonika. 
Umrl je leta 1975, pokopan je v Dokležovju. Na trgu pred cerkvijo stoji od 2012 Jeričev doprsni kip, ki je delo Viktorja Gojkoviča, v vaškem domu pa je na ogled Jeričeva spominska soba.
1. 1 2 3 4  Obrazi slovenskih pokrajin — ISSN 2712-5408